# Obytce
Obytce (deutsch Obitz) ist eine Gemeinde in Tschechien. Sie liegt sechs Kilometer östlich von Klatovy und gehört zum Okres Klatovy.

## Geographie
Obytce befindet sich am Rande der zum Schwihauer Bergland (Švihovská vrchovina) gehörigen Bolešinská kotlina (Boleschiner Kessel). Das Dorf liegt an einem kleinen Zufluss zum Bach Točnický potok. Gegen Osten erstreckt sich der Naturpark Plánický hřeben. Östlich erheben sich der Kostřáb (690 m) und die Karkule (678 m), im Südosten der Barák (706 m), westlich die Lopata (527 m) und die Hůrka (502 m).
Nachbarorte sind Domažličky und Myslovice im Norden, Kroměždice, Zbyslav und Vítkovice im Nordosten, Kvaslice und Habartice im Osten, Nová Plánice, Křížovice, Zdebořice und Chuchle im Südosten, Bystré, Kocourov und Hoštičky im Süden, Hoštice und Kosmáčov im Südwesten, Kydliny, Cihelna und Činovec im Westen sowie Slavošovice und Bolešiny im Nordwesten.

## Geschichte
Erstmals schriftlich erwähnt wurde Obytce im Jahre 1227. Das Dorf ist der Stammsitz des Vladikengeschlechts Obytecký von Obytec. Im 14. Jahrhundert errichteten die Obytecký eine Wasserfeste, die in der zweiten Hälfte des 16. Jahrhunderts umgebaut und erweitert wurde. Als Besitzer der Herrschaft lösten sich verschiedene Adelsgeschlechter ab. Zu ihnen gehörten die Herren Kotz von Dobrz und später die Grafen von Unwerth, die anstelle der Feste das Barockschloss erbauen ließen. Victoria von Unwerth erwarb 1735 auch die Güter Otín und Předslav. Ab 1789 gehörte die Herrschaft den Grafen von Thun und Hohenstein und ab 1827 dem Malteserorden.
Nach der Aufhebung der Patrimonialherrschaften bildete Obytce / Obitz ab 1850 mit den Ortsteilen Kroměždice und Myslovice eine Gemeinde im Klattauer Kreis und Gerichtsbezirk Klattau. Ab 1868 gehörte die Gemeinde zum Bezirk Klattau. Kroměždice löste sich 1878 los, 1890 wurde auch Myslovice eigenständig. Die Malteser verkauften das Schloss und Gut 1920. Nach dem Zweiten Weltkrieg wurde das Schloss verstaatlicht. Am 1. Juli 1975 erfolgte die Eingemeindung von Habartice (mit Kvaslice und Vítkovice). Wenig später verlor Obytce seine Eigenständigkeit und kam am 30. April 1976 als Ortsteil zu Klatovy. Seit dem 24. November 1990 besteht die Gemeinde Obytce wieder.

## Gemeindegliederung
Für die Gemeinde Obytce sind keine Ortsteile ausgewiesen.

## Sehenswürdigkeiten
- Schloss Obytce, es wurde in den 1730er Jahren für Johann Carl von Unwerth anstelle der alten Feste errichtet. In der zweiten Hälfte des 20. Jahrhunderts verkam das Schloss und wurde zuletzt als Magazin des Staatsarchivs Klatovy genutzt. Es ging in den 1990er Jahren in Restitution an die Alteigentümer zurück und ist nicht zugänglich.
- Kapelle der hl. Barbara unter einer großen denkmalgeschützten Linde auf einer Anhöhe am nordwestlichen Ortsrand, sie wurde 1651 durch Max Georg Kotz von Dobrz errichtet
- Kapelle Klenovka oberhalb von Hoštičky